# Sindromul Ulise
|  | Vedeți: Indicații! |

Sindromul Ulise descrie efectele unor intervenții  medicale intensive și prelungite venite ca urmare a unui rezultat de laborator fals-pozitiv sau interpretat greșit, cu ocazia unor investigații de rutină.

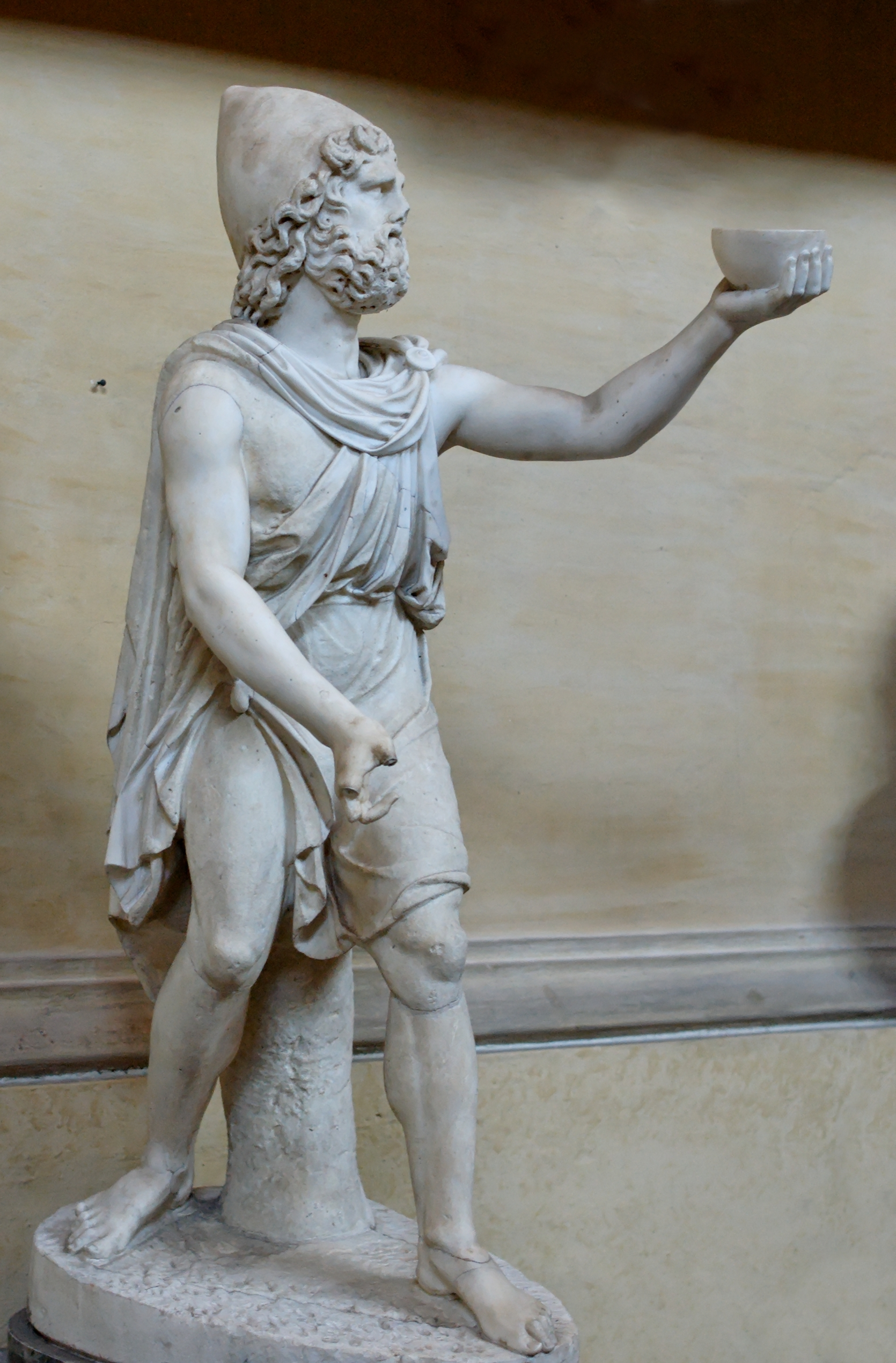
Ulise oferă vin Ciclopului -- copie romană după un original de la finele epocii helenistice, muzeul Chiaramonti, Franţa

Acest sindrom, descris de Dr. Mercer Rang în 1972 a primit numele anticului erou homerian din epopeea mitologică greacă Odiseea. Învingător în Războiul troian, Ulise a pornit spre casă, spre Itaca, cale de 1-2 săptămâni de navigație, în condițiile de navigare de atunci dar, datorită unor aventuri fatidice, acest drum a durat 10 ani [A].

## Prezentarea unui caz
- J.W.S., (63), funcționar, sănătos, fără boli cronice, se afla în covalescență după o stare gripală urmată de „o stare de slăbiciune”. O rudă, farmacist, i-a oferit pentru întărire, pastile ce conțineau vitamine și fier, după care a plecat în concediu. J.W.S., alarmat când a observat că fecalele i s-au innegrit, a chemat asistența medicală de urgență. Medicul care l-a consultat nu a găsit nimic semnificativ dar, față de culoarea fecalelor, care indica o posibilă melenă (hemoragie gastro-intestinală), a decis internarea urgentă în spital. J.W.S. a fost supus la o serie de investigații, printre care ultra-sunete, R.M.N., gastro și rectoscopii, etc., toate negative. În tot acest timp el continua să ia pastilele cu fier, deoarece medicii nu i-au interzis s-o facă. Analizele coprologice repetate erau intens pozitive la hemoragie ocultă (testele coprologice de laborator pentru sângerări oculte sunt indirecte, ele depistează în fapt fierul din hemoglobină și sunt alterate de ingerarea de fier din alte surse). Pacientul a fost propus pentru laparatomie explorativă de care l-a scăpat, în ultimul moment, farmacistul întors din concediu, care l-a vizitat la spital și a atras atenția medicilor asupra cutiei de pastile cu fier care se găsea constant pe noptieră, la bună vedere.

În acest caz de sindrom Ulise, deși clinicienii au fost induși în eroare de rezultatele de laborator fals-pozitive repetate, vina laboratorului este disputabilă. Odiseea pacientului J.W.S. ar fi fost evitată dacă unul dintre clinicienii care l-au consultat ar fi făcut o anamneză corectă.
Alte două exemple în "The Telegraph" .

## Patologie iatrogenă?
Indubitabil, sindromul Ulise provoacă suferințe pacientului, de la cele mai ușoare - teamă, anxietate, pierdere inutilă de timp și de fonduri, analize repetate, invazive, sau nu, pierderea încrederii în competența sistemului medical, până la internări în spitale pentru investigații care se pot solda cu laparatomii explorative.

### „Ne-boală” ("non-disease")
Sindromul Ulise, în articolul medicului canadian Dr. Mercier Rang cade în categoria de „ne-boală” ("non-disease"), după cum a fost prezentat în 1965 de câtre Meador. În 1972 Meador revine cu o clasificare a „ne-bolilor” ("non-disease"), care cuprinde o serie de sindroame incluse ulterior în sindromul Ulise: 
- sindromul „limitei sus-jos” (the "upper lower limit syndrome"),
- sindromul variației normale (the "normal variation syndrome"),
- sindromul erorii de laborator (the "laboratory error syndrome").
În contradicție cu această poziție pasivă a clinicianului, indus în eroare de laborator și care parează cu perspicacitate, reducând eroarea la starea inocentă de „ne-boală” și accentuând că sindromul Ulise nu este o patologie iatrogenă (boală provocată, sau augmentată de medic, sau de personalul medical aflat sub controlul medicului) au apărut articole care menționau responsabilitatea clară și directă a clinicianului[B] și care prezentau potențialul patogenic al «ne-bolilor».
O poziție netă este prezentată de medicina de laborator. Laboratorul modern, de înaltă tehnicitate, automatizat, monitorizat, cu un impecabil control de calitate intern și extern, conform regulilor Bunelor Practici de Laborator - B.P.L. (Good Laboratory Prectices, G.L.P.), ISO, etc. este un instrument precis de determinare a parametrilor clinico-patologici și nu poate folosi de țap ispășitor pentru pretextarea carențelor unei anamneze defective.
Există cazuri de rezultate eronate de laborator. De la prelevarea probei și până la decizia clinică un test de laborator trece 12 faze dintre care numai trei se petrec în interiorul laboratorului. Alegerea analizelor relevante și la timpul potrivit, pregătirea pacientului, înregistrarea corectă a datelor demogrfice-clinice relevante, prelevarea corectă a probei, asigurarea transportului probei spre examinare în mod rapid și în condiții oportune, interpretarea înțeleaptă a rezultatelor, toate aceste faze sunt sub grija și responsibilitatea nemijlocită a clinicianului.
Poziția medicinii moderne este că sindromul Ulise este o patologie iatrogenă.

## Sindromul emigranților cu stres cronic multiplu (Achotegui, 2002)
Sindromul emigranților cu stres cronic multiplu a fost lansat în ultimii ani, ca o nouă interpretatre, sau ca o variantă a sindromului Ulise, de câtre  școala de psihiatrie spaniolă. Prof. Dr. Joseba Achotegui, specialistă în psihiatria emigranților la Univesitatea din Barcelona, care a studiat patologia de emigrație în Spania, a descris în 2002 un sindrom psiho-patologic al emigranților, aflați în condiții de stres prelungit, care le reduce capacitatea de adaptare și lasă sechele care se exprimă în timp, chiar și după ani de la reașezare (Immigrant Syndrome with Chronic and Multiple Stress, known as the Ulysses Syndrome).